# Melanerpes
Melanerpes là một chi chim trong họ Picidae.

## Các loài
- Melanerpes
  - Melanerpes candidus, gõ kiến trắng
  - Melanerpes lewis, gõ kiến Lewis.
  - Melanerpes herminieri, gõ kiến Guadalupe.
  - Melanerpes portoricensis, gõ kiến Puerto Rico.
  - Melanerpes erythrocephalus, carpintero cabecirrojo.
  - Melanerpes formicivorus, carpintero bellotero.
  - Melanerpes pucherani, gõ kiến Trung Mỹ.
  - Melanerpes chrysauchen, carpintero nuquigualdo.
  - Melanerpes cruentatus, carpintero azulado.
  - Melanerpes flavifrons, carpintero arcoiris.
  - Melanerpes cactorum, carpintero de los cardones.
  - Melanerpes striatus, gõ kiến Hispaniola
  - Melanerpes radiolatus, gõ kiến Jamaica.
  - Melanerpes chrysogenys, carpintero cariamarillo.
  - Melanerpes hypopolius,gõ kiến ngực xám.
  - Melanerpes pygmaeus, carpintero yucateco.
  - Melanerpes rubricapillus, gõ kiến mào đỏ.
  - Melanerpes uropygialis, gõ kiến Gila.
  - Melanerpes carolinus, gõ kiến Carolina.
  - Melanerpes superciliaris, gõ kiến Antilles.
  - Melanerpes aurifrons, carpintero frentidorado.
  - Melanerpes hoffmannii, gõ kiến Hoffmann.